# فینال‌های ان‌بی‌ای ۱۹۶۴
سری فینال‌های قهرمانی جهان ان‌بی‌ای ۱۹۶۴ مرحلهٔ قهرمانی انجمن ملی بسکتبال (ان‌بی‌ای) در فصل ۶۴–۱۹۶۳ می‌باشد. سان فرانسیسکو واریرز، قهرمان کنفرانس غرب در سری بهترین از هفت (چهار برد از هفت بازی) برابر بوستون سلتیکس، قهرمان کنفرانس شرق رقابت‌ها قرار گرفت. در پایان تیم بوستون با نتیجهٔ ۴ بر ۱ سری را به نفع خود تمام کرد و عنوان قهرمانی ان‌بی‌ای را به دست آورد. این نخستین رویارویی بیل راسل و ویلت چمبرلین در سری فینال‌های اتحادیهٔ ملی بسکتبال بود؛ آن‌ها دوباره در سال ۱۹۶۹ برابر هم قرار گرفتند.

## خلاصه سری
| بازی   | تاریخ    | تیم میزبان           | نتیجه         | تیم مهمان            | مسئولین بازی                |
| ------ | -------- | -------------------- | ------------- | -------------------- | --------------------------- |
| بازی ۱ | ۱۸ آوریل | بوستون سلتیکس        | ۱۰۸–۹۶ (۱–۰)  | سان فرانسیسکو واریرز |                             |
| بازی ۲ | ۲۰ آوریل | بوستون سلتیکس        | ۱۲۴–۱۰۱ (۲–۰) | سان فرانسیسکو واریرز |                             |
| بازی ۳ | ۲۲ آوریل | سان فرانسیسکو واریرز | ۱۱۵–۹۱ (۱–۲)  | بوستون سلتیکس        |                             |
| بازی ۴ | ۲۴ آوریل | سان فرانسیسکو واریرز | ۹۵–۹۸ (۱–۳)   | بوستون سلتیکس        | Norm Drucker, Mendy Rudolph |
| بازی ۵ | ۲۶ آوریل | بوستون سلتیکس        | ۱۰۵–۹۹ (۴–۱)  | سان فرانسیسکو واریرز |                             |

بوستون برندهٔ سری ۴–۱

### بازی ۱
| ۱۸ |

| Rapport |

| سان فرانسیسکو واریرز ۹۶, بوستون سلتیکس ۱۰۸     |  |                               |
| امتیاز بر پایه وقت: ۲۴-۲۵, ۱۵-۳۲, ۲۵-۲۲, ۲۲-۲۹ |  |                               |
| امتیاز: ویلت چمبرلین ۳۳                        |  | امتیاز: Jones، جان هاولیچک ۲۸ |
| بوستون پیشتاز سری ۱ بر ۰                       |  |                               |

### بازی ۲
| ۲۰ |

| Rapport |

| سان فرانسیسکو واریرز ۱۰۱, بوستون سلتیکس ۱۲۴    |  |                      |
| امتیاز بر پایه وقت: ۲۲-۳۱, ۲۱-۳۱, ۲۵-۳۶, ۳۳-۲۶ |  |                      |
| امتیاز: ویلت چمبرلین ۳۲                        |  | امتیاز: Sam Jones ۳۱ |
| بوستون پیشتاز سری ۲ بر ۰                       |  |                      |

### بازی ۳
| ۲۲ |

| Rapport |

| بوستون سلتیکس ۹۱, سان فرانسیسکو واریرز ۱۱۵     |  |                         |
| امتیاز بر پایه وقت: ۲۱-۴۰, ۲۲-۲۷, ۲۱-۲۳, ۲۷-۲۵ |  |                         |
| امتیاز: جان هاولیچک ۲۲                         |  | امتیاز: ویلت چمبرلین ۳۵ |
| بوستون پیشتاز سری ۲ بر ۱                       |  |                         |

### بازی ۴
| ۲۴ |

| Rapport |

| بوستون سلتیکس ۹۸, سان فرانسیسکو واریرز ۹۵      |  |                         |
| امتیاز بر پایه وقت: ۱۷-۲۴, ۲۳-۲۰, ۳۶-۲۰, ۲۲-۳۱ |  |                         |
| امتیاز: Tom Heinsohn ۲۵                        |  | امتیاز: ویلت چمبرلین ۲۷ |
| بوستون پیشتاز سری ۳ بر ۱                       |  |                         |

### بازی ۵
| ۲۶ |

| Rapport |

| سان فرانسیسکو واریرز ۹۹, بوستون سلتیکس ۱۰۵     |  |                                    |
| امتیاز بر پایه وقت: ۲۴-۲۲, ۱۷-۲۳, ۳۰-۲۹, ۲۸-۳۱ |  |                                    |
| امتیاز: ویلت چمبرلین ۳۰                        |  | امتیاز: Sam Jones, Frank Ramsey ۱۸ |
| بوستون برندهٔ سری ۴ بر ۱ و قهرمان ان‌بی‌ای ۱۹۶۴   |  |                                    |